# Sebastian Englert
Sebastian Englert OFM Cap., właściwie Anton Franz Engler (ur. 17 listopada 1888 w Dillingen an der Donau, zm. 8 stycznia 1969 w Nowym Orleanie) – niemiecki duchowny katolicki z zakonu kapucynów, misjonarz, etnolog, językoznawca działający wśród Mapuchów w Chile oraz na Wyspie Wielkanocnej.

## Życiorys
Anton Franz Englert urodził się w Dillingen an der Donau jako czwarte z siedemnaściorga dzieci Sebastiana Englerta i Berty z domu Prechter. Jego ojciec był nauczycielem filologii klasycznej.
W 1907 roku wstąpił do nowicjatu kapucynów. W zakonie otrzymał imię Sebastian (a więc takie samo, jak imię jego ojca). Święcenia kapłańskie otrzymał w 1912 roku w Augsburgu. Następnie pracował w Altötting i Monachium. Podczas I wojny światowej pełnił funkcję kapelana armii niemieckiej w Belgii i Francji. Po wojnie przez kilka lat pracował w parafii w Monachium.
W 1922 roku na własną prośbę udał się na misje do Chile. Pracował tam w rozległej parafii Villarrica, a następnie w stacji misyjnej Pucón. Oprócz działalności duszpasterskiej, zajmował się badaniami etnologicznymi nad kulturą Mapuchów i językoznawczymi nad językiem mapudungun. Interesował się związkami pomiędzy językami keczua, ajmara i mapudungun. Wyniki swoich prac opublikował w latach 1934-1938.
Od 1935 roku do końca swojego życia prowadził działalność misyjną na Wyspie Wielkanocnej. Początkowo jego pobyt w tym miejscu miał trwać dość krótko, jednak z czasem coraz bardziej się wydłużał. Sebastian Englert założył na Wyspie Wielkanocnej parafię, której został pierwszym proboszczem. Chociaż msze odprawiał po łacinie, jednak ewangelizował i spowiadał w lokalnym języku. Podobnie, jak wcześniej, również na Wyspie Wielkanocnej zajmował się badaniami etnologicznymi i językoznawczymi. Spisał miejscowe legendy oraz prowadził kampanię na rzecz ochrony moai, które ponumerował i skatalogował. Wyniki swoich prac opublikował w kilku książkach (jest autorem m.in. słownika rapanui-hiszpańskiego), publikował również w czasopismach naukowych. Zaangażowany był w pomoc miejscowej ludności, zwłaszcza chorym na trąd.
Zmarł 8 stycznia 1969 w Nowym Orleanie, podczas wizyty w USA z serią wykładów. Jego ciało zostało przewiezione na Wyspę Wielkanocną, gdzie pochowano go koło Ahu Tahai. Następnie szczątki Sebastiana Englerta zostały przeniesione do kościoła Świętego Krzyża w Hanga Roa.
Imieniem Sebastiana Englerta nazwano Muzeum Antropologiczne (Museo Antropológico Padre Sebastián Englert) w Hanga Roa.

## Odznaczenia
- Order Świętego Olafa (1957)
- Order Zasługi Republiki Federalnej Niemiec (1963)
- Order Bernardo O’Higginsa

## Dzieła
- La tierra de Hotu Matu'a: historia y etnología de la Isla de Pascua: gramática y diccionario del antiguo idioma de Isla de Pascua. (pierwsze wydanie 1948; 2004, wyd. 9. Santiago de Chile: Editorial Universitaria, ISBN 956-11-1704-5).
- Leyendas de Isla de Pascua: textos bilingües. (1980, Santiago de Chile: Ediciones de la Universidad de Chile.)
- Idioma rapanui: gramática y diccionario del antiguo idioma de la Isla de Pascua. (1978, Santiago de Chile: Universidad de Chile.)
- Diccionario rapanui-español. (1977, New York: AMS Press).
- Island at the Center of the World; New Light on Easter Island. (1970, New York: Scribner.)
- Primer siglo cristiano de la Isla de Pascua, 1864-1964. (1964, Villarrica, Chile: Escuela Lito-Tipográfica Salesiana “La Gratitud Nacional”).
- Diccionario Rapanui-Español redactado en la Isla de Pascua, por p. Sebastián Englert, Mis. Cap. (1938, Santiago de Chile: Prensas de la Universidad de Chile.)